# Marigny-lès-Reullée
Marigny-lès-Reullée é uma comuna francesa na região administrativa da Borgonha-Franco-Condado, no departamento de Côte-d'Or. Estende-se por uma área de 9,88 km². Em 2010 a comuna tinha 225 habitantes (densidade: 22,8 hab./km²).